# Уряд в екзилі

Прапор руху та уряду «Вільна Франція»

Екзильний уряд (фр. exil, від лат. exilium «вигнання», «висилка»), уряд у вигнанні — уряд тієї чи іншої держави, що з тих чи інших причин, які унеможливлюють його діяльність у своїй країні, працює поза кордонами цієї країни, представляючи її (цієї країни) державу в стосунках з іншими державами, спираючись на певні юридичні документи, що визнаються іншими державами законною підставою його діяльності (у роки Другої світової війни урядами у вигнанні були, зокрема, уряди Франції і Польщі — у Лондоні (Велика Британія), Югославії — у Каїрі (Єгипет)). Незалежно від того, перебуває уряд у вигнанні внаслідок санкцій іншої влади в його країні чи за власним рішенням (через неможливість продовження діяльності в країні), він у своїх установчих документах зазвичай проголошує себе єдиним легітимним урядом своєї країни. Він прагне до встановлення міжнародних зв'язків і, як правило, домагається від інших держав того, щоб вони визнавали лише його єдиним правомірним представником державної влади цієї країни. Діючи як суб'єкт міжнародних відносин, уряд за сприятливих обставин може вдатися до спроби повернути собі реальну владу в країні.
В українській історії ХХ ст. урядом України у вигнанні після поразки української революції 1917—1921 був Державний центр УНР на еміграції. Після здобуття Україною державної незалежності (1991) на надзвичайній сесії Української національної ради, що виконувала роль екзильного парламенту, було оголошено про складення цим урядом своїх повноважень.